# Bolero (Chopin)
El Bolero op. 19 de Frédéric Chopin es una obra para piano escrita en 1833 y publicada en Leipzig en 1834. Su autor no había estado todavía en España y su conocimiento de los ritmos hispánicos no era precisamente profundo. Es posible que la idea de escribirlo le viniera después de asistir a una representación de la entonces famosa ópera de Auber, La muette de Portici, en la que aparece un bolero. Quizá por razones comerciales y para darle un aire exótico, el editor de la misma, Wessel, la ofreció en Inglaterra en 1835 con el título folclorista de Souvenir d'Andalousie.